# Monastère de Stongde

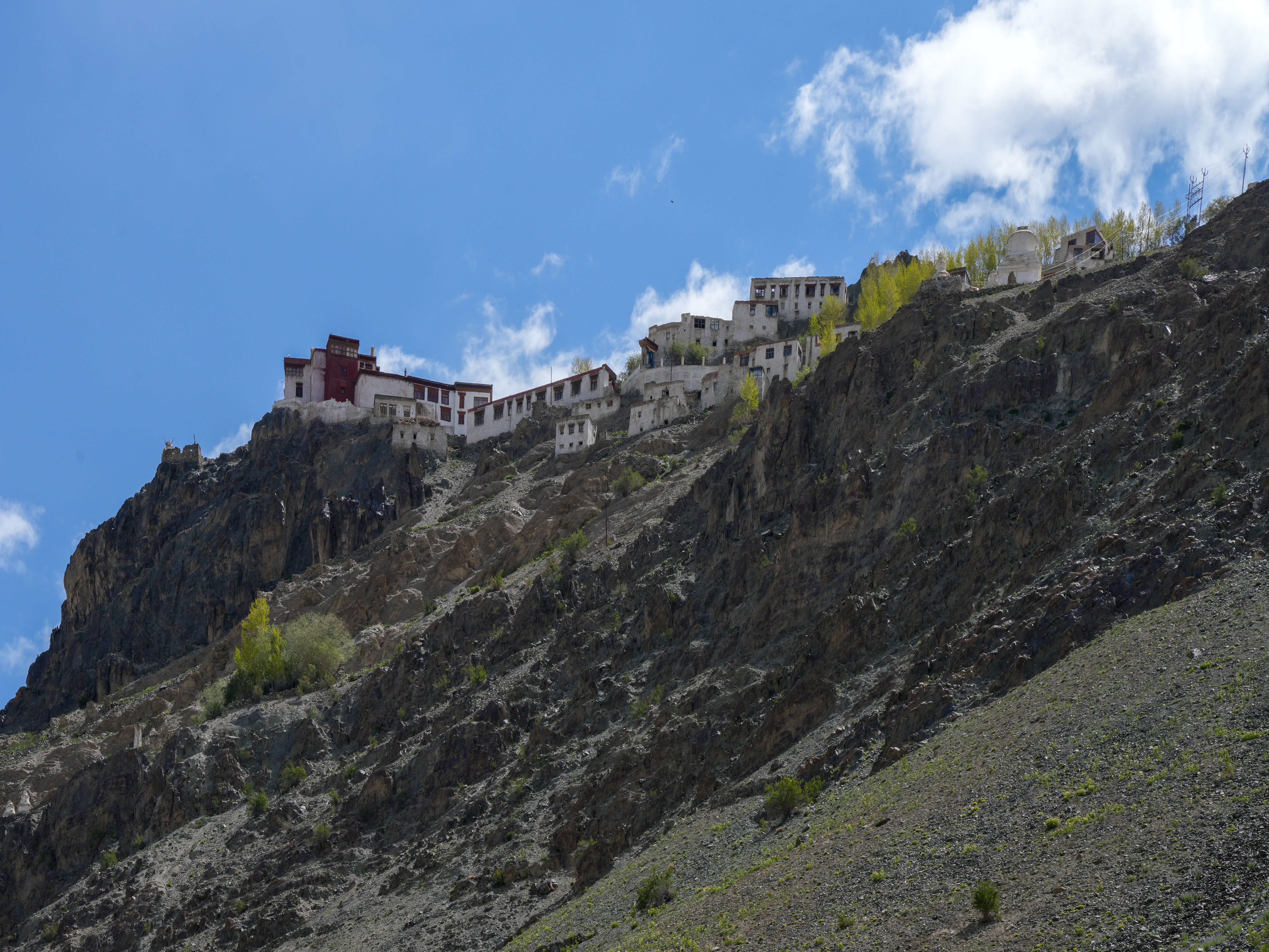
Stongde Gompa, vue depuis la route Padum-Zangla, Zanskar, Ladakh, Inde

Le Monastère de Stongde, 5110m perché sur une colline près du village du même nom, situé aux abords d'un glacier, ou Stongrdze, Stongdey Gompa, Thonde, Stondey Marpaling du nom de son fondateur, sur la route de Zangla, aux environs de Padum dans le Ladakh, est le second monastère bouddhiste important du Zanskar après celui de Karsha, situé non loin de là, et dont il dépendait autrefois, avant de prendre son indépendance sous l'influence de Bakula Rinpoché, proche de la famille royale de Zangla. Monastère masculin, mais autrefois il y avait aussi des nones. Magnifique panorama.
Il fut fondé par le Yogi tibétain  Lama Lhodak Marpa Choski Lodos disciple de Naropa en 1052. Y vécut Shakya Zangpo de Stongde, de l'ordre Tsongkhapa du Lama Gyaltsanpa Tundup Palzangpo. On y compte environ soixante moines Gelugpa.
L'intérieur est riche en grands et petits temples consacrés à des divinités bouddhistes, comme les maisons Gon-khang et on y trouve de splendides peintures par exemple dans le Tschogs-khang, le plus ancien de ses temples. On y trouve aussi deux collections de 30 et 50 manuscrits anciens.
Le Dalai Lama y passa une journée en 1980, et le monastère possède pour l'accueillir une pièce spéciale richement décorée.
Il s'y déroule chaque année un festival Gustor comme à Karsha, au 11e mois tibétain (le 28e et le 29e jour), avec festivités et danses (réincarnation de la divinité Nari Tulku).